# Рысцов, Александр Петрович
Александр Петрович Рысцов (14 августа 1922, Рассказово, Тамбовская губерния, Советская Россия — январь 2003, Москва, Россия) — советский футболист, нападающий. Мастер спорта СССР.

## Карьера
Воспитанник юношеской команды «Снайпер» (Подольск).
Начал карьеру в подольском «Спартаке», где проиграл в сезонах 1937—1938 годов.
Далее перешёл в клубную команду московского «Спартака», где играл вплоть до начала Великой Отечественной войны (1941). Всю войну прослужил в рядах советской армии (1941—1946). После возвращения из армии сыграл несколько матчей за подольский «Спартак».
С 1947 по 1954 года игрок московского «Спартака». Сыграл за клуб более 113 матчей (точное количество неизвестно).
Окончил школу тренеров при ГЦОЛИФК. В 1955 году начал работать тренером клубной команде «Спартака» и ДЮСШ «Спартак» (Москва), где проработал до 1963 года.
Одновременно работал в Московском институте нефтехимической и газовой промышленности/РГУ нефти и газа имени И. М. Губкина: преподаватель кафедры физвоспитания (1957—1960), кафедры общей и неорганической химии (1960—1964). Далее заведующий кафедрой физвоспитания и спорта (1964—1996), инструктор‐методист кафедры физвоспитания (1996—2003).
Член совета федерации по футболу спорткомитета РСФСР (1970—1976), работал в отделе физподготовки Минвуза СССР (1970—1985). Член оргкомитета Олимпиады-80 (1978—1980).

## Достижения (футбол)
- Чемпион СССР (1952, 1953)
- Победитель Кубка СССР (1947, 1950)
- Серебряный призёр чемпионата СССР (1954)
- Бронзовый призёр чемпионата СССР (1949)

## Государственные и отраслевые награды
- Заслуженный работник физической культуры РСФСР (1985)
- Награждён орденами Красной Звезды (1944), Знак Почета (1980), Отечественной войны 2-й степени (1985), 10 медалями, Почетным Знаком Оргкомитета Олимпиады-80 (1980).